# IPS LCD
IPS (in-plane switching) là công nghệ màn hình dành cho màn hình tinh thể lỏng (LCD). Nó được thiết kế để giải quyết những hạn chế chính của màn hình LCD ma trận hiệu ứng trường nematic xoắn (TN) vốn thịnh hành vào cuối những năm 1980. Những hạn chế này bao gồm sự phụ thuộc mạnh vào góc nhìn và tái tạo màu chất lượng thấp. Chuyển mạch trong mặt phẳng bao gồm việc sắp xếp và chuyển hướng của các phân tử của lớp tinh thể lỏng (LC) giữa các đế thủy tinh. Điều này được thực hiện, về cơ bản, song song với các tấm kính này.